# Luchy Donalds
Pour les articles homonymes, voir Donalds.
Luchy Donalds, née le 28 mai 1991 à Owerri, est une actrice nigériane.

## Biographie

### Jeunesse et éducation
Luchy Donalds nait le 28 mai 1991 à Owerri, la capitale de l'État d'Imo, au sud-est du Nigeria. Elle est la seule fille et l'aînée de trois enfants, dont deux sont des garçons.
Luchy Donalds suit ses études primaires et secondaires à la Mount Camel Premier School. Elle poursuit ensuite ses études supérieures à l'université Tansian d'Umunya, dans l'État d'Anambra, où elle obtient une licence en microbiologie.

### Carrière
Luchy Donalds commence sa carrière à Nollywood en 2006. Le film The Investigator, lui vaut d'être remarquée en 2015. Par la suite, elle joue dans plusieurs autres films de Nollywood.

## Filmographie sélective
- 2020 : Seed of Sorrow
- 2021 : Royal Sibling
- 2021 : Lust in Marriage
- 2021 : Marriage Bride Price
- 2021 : Songs and Sorrows
- 2021 : Crazy Fighter
- 2021 : Trust no one
- 2021 : Billionaire and his Blind Wives
- 2021 : Soul on Fire
- 2021 : The Classic Ladies
- 2021 : Chef Augusta
- 2021 : Cheating in Marriage
- 2021 : At Age 18

## Nominations et récompenses
| Date | Cérémonie                        | Catégorie                                    | Résultat   | Notes |
| ---- | -------------------------------- | -------------------------------------------- | ---------- | ----- |
|      | City People Entertainment Awards | Most Promising Actress Of The Year (English) | Nomination | [ 2 ] |
| 2019 | Nigerian Achievers' Award        | Best Supporting Actress of the year          | Lauréat    | ,     |